# Xysticus fraternus
Xysticus fraternus är en spindelart som beskrevs av Banks 1895. Xysticus fraternus ingår i släktet Xysticus och familjen krabbspindlar. Inga underarter finns listade i Catalogue of Life.

## Bildgalleri

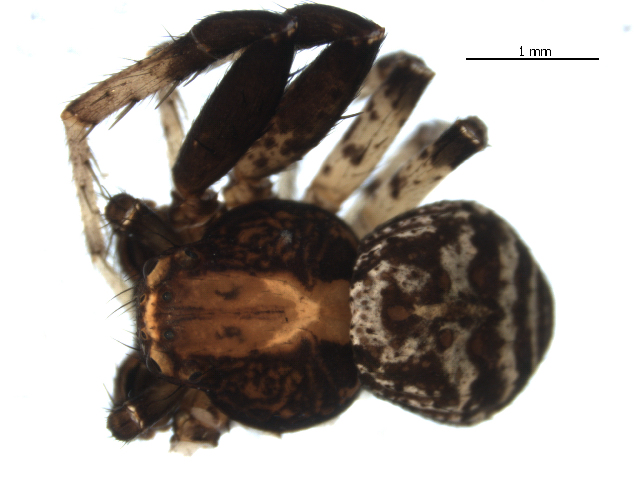